# Paul Seixas
Paul Seixas, né le 24 septembre 2006 à Lyon, est un coureur cycliste français. Il est champion de France de cyclo-cross juniors et champion de France du contre-la-montre juniors en 2024 puis devient champion du monde du contre-la-montre juniors en 2024. 

## Biographie

### Nombreux succès chez les jeunes, en cyclo-cross et sur route
En 2021, il devient champion de France sur route cadets et vice-champion de France de cyclo-cross.
En 2022, il devient champion de France de cyclo-cross cadets et finit 4e du championnat de France sur route.
En 2022-2023, en cyclo-cross, il remporte six épreuves et termine cinquième des championnats de France.
En 2023, il intègre l'équipe AG2R Citroën U19. Avec celle-ci, il termine notamment troisième de l'Eroica Juniores à Sienne, huitième de l'E3 Classic Juniors et deuxième de l'Ain Bugey Valromey Tour. Sélectionné pour les championnats du monde sur route, il termine vingt-cinquième de cette course.
En janvier 2024, il devient champion de France de cyclo-cross juniors. Blessé au poignet, il ne peut pas participer aux championnats du monde de cyclo-cross. Lors de la saison sur route pour sa deuxième année chez les juniors, il ne quitte pratiquement pas le podium. En mai, il remporte Liège-Bastogne-Liège Juniors,, puis le titre national du contre-la-montre. 
Il s'illustre ensuite sur les manches de Coupe des Nations juniors en terminant troisième du Trophée Centre Morbihan derrière deux Français et en gagnant le Tour du Pays de Vaud. Par la suite, il remporte avec de larges avances la Classique des Alpes juniors et la  Classic Région Sud juniors, deux courses montagneuses, mais doit à nouveau se contenter de la deuxième place sur le Tour du Valromey derrière le champion du monde intouchable Albert Philipsen. 
En septembre, il gagne la première étape, ainsi que le classement général, par points et de la montagne du Giro della Lunigiana. Quelques jours plus tard, il termine sur le podium du championnat d'Europe sur route avant d’être sacré champion du monde du contre-la-montre juniors, une première pour un coureur français.
Le 18 septembre 2024, Décathlon AG2R La Mondiale annonce que le coureur passe professionnel à 17 ans, sans passer par les rangs de la formation « développement ». Selon L'Equipe, avec ses 13 succès en 2024, Paul Seixas était « sollicité par toutes les meilleures équipes ».

### Carrière professionnelle

#### Saison 2025: premiers podiums chez les pros à 18 ans
Il commence sa carrière professionnelle en février 2025 au Grand Prix La Marseillaise. Il s'échappe dans la route des crêtes, entre La Ciotat et Cassis et devance le peloton pendant une vingtaine de kilomètres en compagnie de Kévin Vauquelin, Axel Laurance, Joshua Tarling et Timo Kielich. Rattrapé dans le dernier kilomètre, Seixas participe malgré tout au sprint sur les hauteurs de Luminy et termine à la 5e place. 
Il prend ensuite le départ du Tour des Émirats arabes unis où il doit jouer un rôle de lieutenant pour Felix Gall. Lors de l’arrivée au Jebel Jais sur la 3e étape, il se classe 10e au sommet à seulement 4 secondes de Tadej Pogačar et permet à son leader de se placer 11e du classement général provisoire. Sur la 5e étape, il chute à 3500m de l’arrivée. Il ne prend pas le départ le lendemain.
Paul Seixas signe son premier podium chez les professionnels à l'âge de 18 ans, sur Paris-Camembert, début avril. Il est battu dans un sprint en petit comité par Lander Loockx de la formation Unibet Tietema Rockets, et termine deuxième.

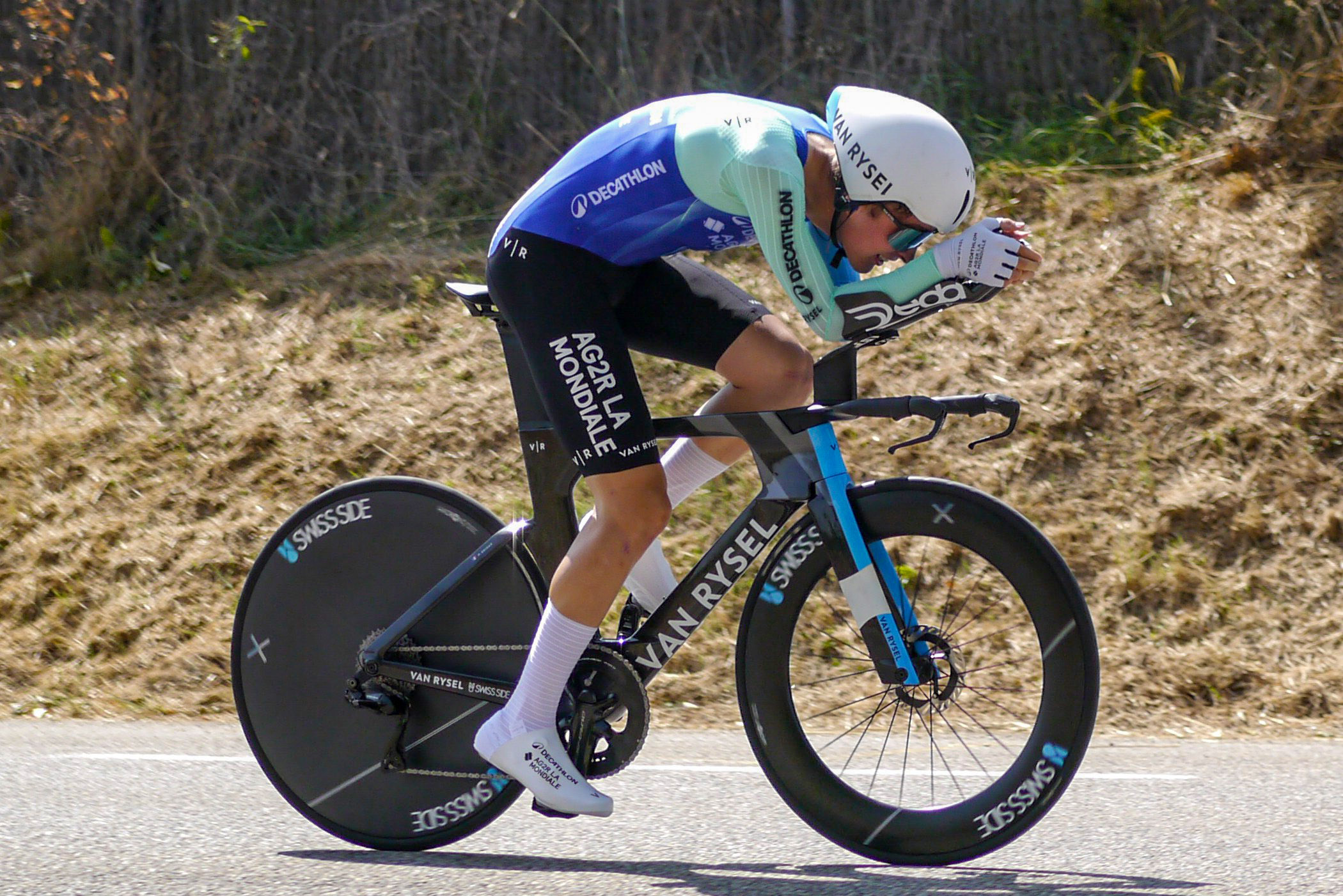
Paul Seixas lors de la quatrième étape du Critérium du Dauphiné 2025.

Fin avril, il brille sur le Tour des Alpes : troisième de la première étape, il monte le lendemain sur la deuxième marche du podium. Après un « jour sans » qui lui fait perdre une dizaine de places au classement général, il s'échappe lors de la dernière étape. À deux dans le final avec son coéquipier Nicolas Prodhomme, Paul Seixas ne dispute pas le sprint et se classe une nouvelle fois deuxième, alors que son équipe voulait que ce soit lui qui remporte l'étape. Il remporte le classement par points de cette course et termine douzième du classement général.
Au début du mois de juin, il est au départ du Critérium du Dauphiné et devient ainsi le plus jeune coureur de l'ère moderne à y participer. Après les trois premières étapes, maîtrisées, Seixas réalise une excellente performance sur le contre-la-montre entre Charmes-sur-Rhône et Saint-Péray, se classant à la dixième place de l'étape. Le Français se repositionne à la onzième place du classement général provisoire à un peu plus d'une minute du maillot jaune. Il se classe onzième puis treizième des deux dernières étapes et termine huitième du classement général final et premier Français. Il devient ainsi le plus jeune coureur de l'histoire à intégrer le top 10 final d'une course par étapes World Tour.

## Palmarès sur route

### Palmarès amateur
- 2021
  -  Champion de France sur route cadets
  - 2e du championnat d'Auvergne-Rhône-Alpes sur route cadets
- 2023
  - Champion d'Auvergne-Rhône-Alpes sur route juniors
  - Trofeo Guido Dorigo
  - Tour du Pays d'Olliergues :
    - Classement général
    - 1re et 3e étapes

  - 2e de la Classique des Alpes juniors
  - 2e du Tour du Valromey
  - 2e du Watersley junior Challenge
  - 3e de l'Eroica Juniores
- 2024
  -  Champion du monde du contre-la-montre juniors
  -  Champion de France du contre-la-montre juniors
  -  Champion de France du relais mixte juniors
  - Liège-Bastogne-Liège juniors
  - Grand Prix Fernand-Durel :
    - Classement général
    - 1re (contre-la-montre) et 2e étapes

  - Tour du Pays de Vaud :
    - Classement général
    - 3e étape

  - Classique des Alpes juniors
  - Classic Région Sud juniors
  - 4e étape du Tour du Valromey
  - Giro della Lunigiana : 
    - Classement général
    - 1re étape

  - 2e du Tour du Valromey
  - 2e des Boucles de l'Oise juniors
  -  Médaillé de bronze du championnat d'Europe sur route juniors
  - 3e du Trophée Centre Morbihan
  - 3e du championnat de France sur route juniors
  - 7e du championnat du monde sur route juniors

### Palmarès professionnel
- 2025
  - 2e de Paris-Camembert
  - 3e du championnat de France du contre-la-montre
  - 8e du Critérium du Dauphiné

## Palmarès en cyclo-cross
- 2020-2021
  - 2e du championnat de France de cyclo-cross cadets
- 2021-2022
  -  Champion de France de cyclo-cross cadets
- 2022-2023
  - Classement général de la Swiss Cyclocross Cup juniors
- 2023-2024
  -  Champion de France de cyclo-cross juniors
  -  Champion de France de cyclo-cross en relais mixte
  - 3e de la Swiss Cyclocross Cup
  - 6e du championnat d'Europe de cyclo-cross juniors
  - 10e de la Coupe du monde de cyclo-cross juniors

## Distinctions
- Vélo d'or cadets : 2021
- Vélo d'or juniors : 2024